# سانتیاگو بیگلی
سانتیاگو بیگلی (انگلیسی: Santiago Biglieri؛ زادهٔ ۱۱ فوریهٔ ۱۹۸۶) بازیکن فوتبال اهل برزیل است.
از باشگاه‌هایی که در آن بازی کرده‌است می‌توان به باشگاه فوتبال روساریو سنترال، پورتلند تیمبرز، و باشگاه فوتبال لانوس اشاره کرد.